# Линьков, Евгений Семёнович
Евге́ний Семёнович Линько́в (8 апреля 1938, Орёл, СССР — 14 июля 2021, Ястребино (деревня, Ленинградская область)) — выдающийся русский философ конца ХХ — начала XXI века, известный отечественный специалист по европейским мыслителям, исследователь философии Гегеля. Кандидат философских наук. В последние годы проживал с семьёй в деревне Ястребино Ленинградской области.

## Биография
В 1960 году приехал в Ленинград, планируя поступить в Институт живописи, скульптуры и архитектуры им. И. Е. Репина, поскольку сам занимался рисованием и интересовался историей и теорией искусства. Однако, пообщавшись со студентами и абитуриентами, пришел к выводу, что невозможно понять произведения искусства без знания эстетики.
В 1961—1966 годах учился на философском факультете Ленинградского государственного университета. Процесс изучения эстетики привел к осознанию необходимости заняться собственно философией, историей философии. Так возник определивший дальнейшую судьбу интерес к немецкой классической философии — малоисследованной в ту пору области. В 1966—1969 годах учился в аспирантуре ЛГУ, в течение 5 часов защищал и защитил кандидатскую диссертацию по философии Шеллинга. С 1969 года начал преподавательскую деятельность в университете. В 1972—1973 гг. стажировался в Лейпциге, ГДР. С 1975 по 1980 г. по решению Ленинградского обкома КПСС, за которым стоял Г. В. Романов, был лишен права преподавания философии из-за обвинений в антимарксизме, переведен в НИИКСИ (Научно-исследовательский институт комплексных социальных исследований) при факультете социологии ЛГУ. Затем числился на кафедре истории и теории права. В 1980 году был восстановлен на факультете благодаря вмешательству члена Политбюро ЦК КПСС М. А. Суслова. Продолжил преподавание философии на философском факультете вплоть до сентября 1994 года, когда, восстав против нищенской зарплаты, был вынужден оставить преподавательскую деятельность.
В своих лекциях, имевших большую популярность в Санкт-Петербурге, убедительно представил необходимость формы абсолютного идеализма, противопоставляя его «метафизике диаматчиков» и метафизике религиозных и позитивистских представлений. По мнению О. Сумина, Линьков «совершает тотальное, предельное отрицание коммунизма».
«Логическое снятие всего исторического развития философии … вслед за Гегелем на нашей почве удалось сделать пока одному Е. С. Линькову», утверждает А. Н. Муравьев. По мысли И. А. Батраковой, Линьков «вслед за Гегелем осуществил снятие исторической, особенной формы развития философской мысли, усвоил её всеобщую необходимость и потому продвинулся дальше гегелевской философии, этого первого результата всего историко-философского процесса. Вопреки тому, что вместе с его фамилией до сих пор часто употребляют расхожее словечко „гегельянец“, избавляющее тех, кто делает это, от необходимости вникать в суть его позиции, следует признать, что философия Линькова не повторяет ни одно из исторически существовавших учений, в том числе гегелевскую систему, а является по-настоящему современным логическим снятием исторического процесса развития философии. Она есть дальнейшее развитие философии как науки после Аристотеля и Гегеля и в этом своём качестве требует особых исследований».
Наследуя Сократу, Платону и Аристотелю, Линьков показывал на своих лекциях, что без диалектического процесса разумного мышления, вскрывающего диалектику бытия, невозможно разобраться в эмпирическом, чувственно-конкретном многообразии жизни.
По Линькову, в философии как результате феноменологического развития духа снимаются все её предпосылки, философия и начинается как отрицание предшествующих ей способов духовной жизни, в которых ещё не достигнута ступень всеобщего единства мышления и бытия, всеобщности и особенности. В своей развитой форме феноменологическое введение в философию занимало у лектора целый семестр; по своей значимости и содержанию оно представляет собой новое научное изложение опыта сознания, снимающего себя в понятие философии. Евгений Семёнович даёт собственное, независимое от гегелевского, изложение феноменологии духа. Он раскрывает логику феноменологического развития, не вдаваясь во все его исторические перипетии, от которых сам Гегель ещё был не вполне свободен.
Особый акцент сделан на критике опыта и рассудка в развитие заложенной ещё Кантом традиции отрицания бессознательного способа мышления эмпиризма и метафизики Нового времени. Отрицательностью самого рассудка и всех дофилософских способов духа выступает разум как всеобщая форма мышления, имеющая своим содержанием всеобщее бытие. А поскольку это всеобщее единство мышления и бытия есть внутреннее противоречие, всеобщая отрицательность, постольку оно есть процесс саморазвития в себе самом и определения себя к своим особенным формациям природы и духа, которые в свою очередь в силу отрицательности всего конечного снимаются в своё развитое, конкретно-всеобщее единство познающим разумом. Таким образом, философия есть, согласно мысли Линькова, познание и дальнейшее развитие этой всеобщей диалектики мышления и бытия — развитие самого разума, познание мышлением себя самого в своих всеобщих определениях, истинная свобода.
Если Аристотель определил всеобщее понятие философии как мышление мышления, Гегель — как субстанцию-субъект, Линьков понимает её как всеобщую диалектику мышления и бытия, диалектику отрицательности, или всеобщую отрицательность.
В интернете размещены многочисленные конспекты лекций Евгения Семёновича Линькова. В 2012 году опубликован первый том авторизованного издания лекций Линькова, составленный на основе расшифровок магнитофонных записей, которые в свое время делали его слушатели. В 2017 году вышел второй том, готовится к выходу в свет третий. К ученикам Линькова причисляют себя следующие философы и исследователи: Муравьёв А. Н., Пестов А. Л., Макаров В. В., Ломоносов А. Г., Фокин И. Л., Смирных С. В., Батракова И. А., Сумин О.
Творчество Линькова рассматривается в параграфе 1.3.2 книги Олега Сумина «Гегель как судьба России», шестнадцатом очерке А. Н. Муравьева «Опыт и философия в философской мысли советской эпохи», вступительной статье И. А. Батраковой «Школа мысли», а также в нескольких интервью
.

## Публикации
- Линьков Е. С. Диалектика субъекта и объекта в философии Шеллинга. Автореф. дисс. … к. филос. н. — Л., 1969.
- Линьков Е. С. Диалектика субъекта и объекта в философии Шеллинга. — Л.: Изд-во ЛГУ, 1973. — 112 с.
- Линьков Е. С. Всеобщая диалектика как основание и результат отношения мышления и бытия в философии Гегеля // Вестник ЛГУ. — 1984. — № 11.
- Линьков Е. С. Становление логической философии // Г. В. Ф. Гегель. Наука логики. — СПб.: Наука, 2002. ISBN 5-02-028341-X
- Линьков Е. С. Лекции разных лет. Т.1. СПб.: ГРАНТ ПРЕСС, 2012. — 494 с. ISBN 978-5-9901955-3-0, 978-5-9901955-2-3
- Линьков Е. С. Лекции разных лет по философии. Т.2. СПб.: Умозрение, 2017. — 596 с. ISBN 978-5-9906730-4-5
- Линьков Е. С. Лекции разных лет по философии. Т.1. СПб.: Умозрение, 2018. — 580 с. ISBN 978-5-9906730-8-3
- Линьков Е. С. Лекции разных лет по философии. Т.2. СПб.: Умозрение, 2019. — 600 с. ISBN 978-5-9906730-3-8
- Линьков Е. С. Лекции разных лет по философии. Т.3. СПб.: Умозрение, 2022. — 552 с. ISBN 978-5-6046524-1-1